# Stefan Hülswitt
Stefan Hülswitt (* 13. August 1970) ist ein ehemaliger deutscher Fußballspieler. 

## Leben
Hülswitt, aus der Jugend des VfL Weiße Elf Nordhorn stammend, wechselte 1992 von Eintracht Nordhorn zum SV Meppen. Er bestritt bis 1998 40 Zweitligaspiele für Meppen, den Sprung zum Stammtorwart schaffte der 1,87 Meter große Spieler dort jedoch nicht.
1999 verließ Hülswitt den SV Meppen in Richtung FC Schüttorf 09 (Oberliga), im Sommer 2004 schloss er sich dem Oberliga-Aufsteiger Sportfreunde Lotte an und blieb dort ein Spieljahr.